# Кревсун Данило Сергійович
Данило Сергійович Кревсун (нар. 21 квітня 2005, Україна) — український футболіст, півзахисник німецької команди «Боруссія II» (Дортмунд). Бронзовий призер юнацького чемпіонату Європи 2024 у складі збірної України U-19.

## Ранні роки
Народився 21 квітня 2005 року в родині української бігунки Юлії Кревсун. Через війну на сході України разом з родиною переїхав з Донецька до Вінниці, а в 2015 році переїхав з Вінниці до Харкова.
Три роки по тому переїхав з родиною з Харкова до Києва. У 2022 році через повномасштабне вторгнення Росії до України переїхав з родиною з Києва до Німеччини.

## Клубна кар'єра
Футбольний шлях розпочав у харківських клубах «Металіст», «Арсенал» та «Арена». З 2019 по 2020 рік виступав за КОДЮСШ (Щасливе). У 2020 році приєднався до юнацької академії донецького «Шахтаря».
У 2022 році приєднався до академії німецького клубу «Пройсен Мюнстер». У молодіжній Бундеслізі 2022/23 допоміг команді уникнути пониження в класі. Відзначився 4-ма голами в 7-ми матчах. На початку 2023 року перейшов до молодіжної академії представника німецької Бундесліги «Боруссія» (Дортмунд), за яку виступав у Юнацькій лізі УЄФА. Забив дев'ять м'ячів і зробив сім результативних передач у регулярному сезоні Молодіжної Бундесліги 2023/24, де був одним із ключових гравців й допоміг команді знову вийти спочатку до фінального раунду, а зрештою й до самого фіналу. У січні 2024 року продовжив контракт з клубом до 2026 року. У третій лізі Німеччини дебютував 6 квітня 2024 року в програному (2:3) виїзному поєдинку проти «Зандгаузена», в якому замінив Оле Польманна.
Напередодні старту Третьої ліги 2024/25 переведений до другого складу «Борусії», але спочатку опинився лише на лаві запасних. Після неоднозначного початку сезону вперше вийшов у стартовому складі на початку жовтня, в переможному (2:1) домашньому поєдинку проти «Динамо» (Дрезден). Наприкінці сезону разом з дортмундцями вилетів до Регіоналліги «Захід».

## Кар'єра в збірній України
На юнацькому рівні представляє збірну України. Влітку 2024 року у футболці юнацької збірної U-19 виступав на юнацькому чемпіонаті Європи (U-19) 2024 року. Разом з командою дійшов до півфіналу, де українці програли французам (0:1).

## Досягнення
Юнацька збірна України (U-19):
 Бронзовий призер юнацького чемпіонату Європи: 2024